# Lake No. 2 (Minnesota)
Lake No. 2 es un territorio no organizado ubicado en el condado de Lake en el estado estadounidense de Minnesota. En el Censo de 2010 tenía una población de 2094 habitantes y una densidad poblacional de 2,97 personas por km².

## Geografía
Lake No. 2 se encuentra ubicado en las coordenadas 47°19′20″N 91°42′38″O / 47.32222, -91.71056. Según la Oficina del Censo de los Estados Unidos, Lake No. 2 tiene una superficie total de 705.87 km², de la cual 696.29 km² corresponden a tierra firme y (1.36%) 9.58 km² es agua.

## Demografía
Según el censo de 2010, había 2094 personas residiendo en Lake No. 2. La densidad de población era de 2,97 hab./km². De los 2094 habitantes, Lake No. 2 estaba compuesto por el 97.99% blancos, el 0.05% eran afroamericanos, el 0.24% eran amerindios, el 0.48% eran asiáticos, el 0% eran isleños del Pacífico, el 0.1% eran de otras razas y el 1.15% pertenecían a dos o más razas. Del total de la población el 0.57% eran hispanos o latinos de cualquier raza.